# 미헤이관박쥐
미헤이관박쥐(Rhinolophus mehelyi)는 관박쥐과에 속하는 박쥐의 일종이다. 유럽 동부와 중동 일부 지역에서 발견된다.

## 특징
관박쥐류 중에서 중간 크기의 박쥐로 입술은 연한 색을 띠고, 귀와 비막은 회색과 갈색이다. 회색-흰색 바탕에 비교적 굵은 털이 나 있다. 복부 쪽 털은 거의 흰색을 띠는 반면에 등 쪽은 회색-갈색이다. 등과 복부 사이의 선이 비교적 날카롭다.

## 서식지
미헤이관박쥐는 동굴에서 서식하며, 물 근처의 석회암 지대를 좋아한다. 다른 관박쥐류와 함께 동굴 천장에 거꾸로 매달려 사는 것으로 알려져 있다.

## 사냥
미헤이박쥐는 해질녘에 밖으로 나와서 따뜻한 산허리 땅 위 낮게 날며 사냥을 하고, 덤불과 나무들 사이에도 사냥을 하며 나방과 기타 곤충을 잡아 먹는다.

## 반향정위
고정 주파수 소리는 105kHz와 112kHz 사이이고 신호 끝에서 주파수가 짧게 떨어지며 보통 20밀리초와 30밀리초 사이 동안 지속된다. 작은관박쥐와 지중해관박쥐의 주파수 범위와 일부 겹치기도 한다.